# Финале АБА лиге 2024.
Финале АБА лиге 2024. су од 13. до 19. маја 2024. играли Црвена звезда и Партизан. Ово је 23. финале регионалне лиге. Финална серија се игра на 3 добијене, а ово је трећи пут заредом да Звезда и Партизан играју финале.
Арена спорт и Б92 су уживо преносиле ову серију.

## Преглед серије
| Утакмица          | Датум   | Домаћи тим    | Резултат | Гостујући тим |
| ----------------- | ------- | ------------- | -------- | ------------- |
| Прва утакмица     | 13. мај | Црвена звезда | 85:82    | Партизан      |
| Друга утакмица    | 15. мај | Црвена звезда | 80:73    | Партизан      |
| Трећа утакмица    | 19. мај | Партизан      |          | Црвена звезда |
| Четврта утакмица* | 21. мај | Партизан      |          | Црвена звезда |
| Пета утакмица*    | 25. мај | Црвена звезда |          | Партизан      |

Финална серија се игра на 3 добијене утакмице у формату 2-2-1, са паузама од 2 дана између утакмица у истој дворани, а 4 између замене дворана, односно домаће екипе. Пошто је Црвена звезда имала бољи учинак у регуларном делу сезоне 2023/24, има предност домаћег терена, па се прве две, и евентуална последња 5. утакмица играју на њеном терену.
Обе екипе су током плеј-офа користиле Београдску арену као домаћу халу, док је Звезда играла и у хали Александар Николић (хали Пионир). Иако је било прича да Звезда жели да домаће утакмице игра у Хали Пионир и да неће на време обезбедити да тамо игра, на крају су ипак обезбедили да домаће утакмице играју у Пиониру.

## Састави
Црвена звезда има и најстаријег и најмлађег играча у свом саставу у овом финалу. Милош Теодосић има 37 година, док Никола Топић има непуних 19.

## Пресек серије

### Прва утакмица
| 13. 5. 2024. 20:30 | Извештај | Црвена звезда Меридијан бет                                                         | 85 : 82 | Партизан Моцарт бет                       | Хала Александар Николић (Пионир), Београд Гледаоци: 7.463 Судије: Саша Пукл, Миливоје Јовчић, Лука Кардум |  |
| 13. 5. 2024. 20:30 | Извештај | Четвртине: 17:20, 22:19, 25:22, 21:21                                               |         |                                           | Хала Александар Николић (Пионир), Београд Гледаоци: 7.463 Судије: Саша Пукл, Миливоје Јовчић, Лука Кардум |  |
| 13. 5. 2024. 20:30 | Извештај | Поени: Јаго дос Сантос 18 Скокови: Дејан Давидовац 7 Асистенције: Јаго дос Сантос 6 |         | Џејмс Нанели 27 Зек Ледеј 8 Џејлен Смит 3 | Хала Александар Николић (Пионир), Београд Гледаоци: 7.463 Судије: Саша Пукл, Миливоје Јовчић, Лука Кардум |  |
| 13. 5. 2024. 20:30 | Извештај | 1 : 0                                                                               |         |                                           | Хала Александар Николић (Пионир), Београд Гледаоци: 7.463 Судије: Саша Пукл, Миливоје Јовчић, Лука Кардум |  |

Партизан је боље почео меч, имао је и плус пет (9:4), али су црвено-бели заиграли боље усласком Теодосића у игру и успели су да прво његовом тројком изједначе (11:11), а потом да и тројком Давидовца поведу (15:13). Ипак, тројком Нанелија и поенима Пантера, Партизан је на први одмор отишао са три поена предности - 20:17. Играчи Партизана су половином друге деонице стигли до највеће предности од девет поена (35:26) и чували су предност све до уласка у последња три минута тог дела игре када је Звезда серијом 9:0 изједначила (35:35). Екипе су на полувреме отишле изједначене (39:39).
На четири минута пре краја треће четвртинем Звезда је стигла до тада највеће предности од седам поена (55:48). Тројком Теодосића, Звезда је на минут ипо пре краја тог дела игра дошла и до девет поена предности (64:55), али је Партизан одмах одговорио тројкама Пантера и Смита и пришао на три поена заостатка (64:61) што је био и резултат на крају треће деонице.
Неизвесно је било и у последној четвртини, екипе су се смењивале у вођству, па је све решено у самом финишу меча, односно у пенал завршници. Звезда је пред последњи минут меча имала плус три (81:78), потом је Пантер погодио оба слободна бацања, а после велике драме, "мртве лопте" и слободних бацања Давидовца домаћи тим је поново био на плус три (83:80) на 11,6 секунди пре краја. Нанели је на другој страни погодио оба слободна бацања на 7,4 секунди пре краја, а потом је Давидовац на 4,2 секунде пре краја са линије за слободна бацања практично ставио тачку на овај меч. Партизан је имао последњи напад, али Аврамовић није успео да постигне тројку са половине терена. При последњем нападу Звезде је стао сат за игру, услед чега је уследила дужа пауза како би се отклонио квар.
Црвено-беле је до победе у пуној хали "Александар Николић" водио Јаго Дос Сантос са 18 поена, по 14 су убацили Лука Митровић и Милош Теодосић, док је Дејан Давидовац постигао 12 поена. У редовима Партизана најбољи је био Џејмс Нанели са 27 поена, Кевин Пантер је додао 13, а Алекса Аврамовић десет поена.
Центри Партизана су слабо одиграли утакмицу, а осим Нанелија који је за 3 шутирао 6/9, остали играчи Партизана су лоше шутирали за 3. Аврамовић је имао 1/6, Пантер 1/4, а Камински 0/4.